# Muriel Lezak
Muriel Lezak, född 26 augusti 1927 i Chicago, död 6 oktober 2021 i Portland, Oregon, var en amerikansk neuropsykolog. Hon skrev ett flertal böcker varav en anses vara standard inom området. Hennes arbete fokuserades kring förvärvandet och behandlandet av hjärnskador. Hon doktorerade 1960 och fortsatte att arbeta som professor emeritus.